# Teleutias
Teleutias, hermanastro del rey espartano Agesilao II, ejerció como comandante naval espartano en la guerra de Corinto. Su primera batalla tiene lugar al intentar recuperar el control del Golfo de Corinto tras el desastre naval espartano en la batalla de Cnido de 394 a. C., y más tarde estaría en activo durante la campaña espartana contra Argos de 391 a. C. Parece probable que Teleutias tuviese el cargo de navarco en 392/1 a. C. Más tarde ese año, fue enviado al Egeo para tomar el control de la flota espartana que estaba asediando Rodas. Una vez al mando, atacó y acorraló a una pequeña flota ateniense que navegaba para ayudar a Evagoras I de Chipre, y luego se centró en atacar Rodas con su nueva e incrementada flota.
Tras ser reemplazado en el mando de la flota, Teleutias retornó a Esparta bajo una gran aclamación del pueblo, y pronto fue enviado de nuevo para tomar el control de la flota de Egina. Los espartanos habían sufrido ya varias derrotas en esta zona, dejando a los marineros muy desmoralizados, pero eso había supuesto también que los atenienses relajasen en parte su vigilancia en el área. Teleutias se aprovechó de esto para lanzar un ataque sobre el Pireo, el puerto de Atenas, en donde logró capturar varias naves mercantes y barcos pesqueros. Ese ataque supuso un gran botín para los espartanos, y la confianza de la victoria sirvió para recuperar a los marineros y permitir a Teleutias un mejor manejo de su flota.
En 382 a. C. Teleutias dirigió una fuerza expedicionaria compuesta por 10 000 hombres enviados a luchar contra la ciudad de Olinto, en el noreste de Grecia, y atravesando despacio el territorio griego, Teleutias fue incrementando su fuerza inicial mediante la incorporación de diversos contingentes procedentes de estados aliados. A la cabeza de ese ejército ganó una victoria inicial a las afueras de la ciudad de Olinto, pero a la primavera siguiente se vio envuelto en dificultades cuando en una expedición de pillaje, sus peltastas se vieron emboscados por la caballería de Olinto. Teleutias expulsó a la caballería atrayendo hasta el lugar a sus hoplitas y a su propia caballería, pero sus soldados persiguieron demasiado tiempo a los olintios, hasta que llegaron hasta las propias murallas de la ciudad. En ese punto, el enemigo comenzó a disparar sobre ellos, y un repentino ataque combinado de las fuerzas de caballería e infantería de Olinto vencieron a las fuerzas espartanas. Teleutias murió en la batalla, y su ejército sufrió duras bajas.